# Naine L

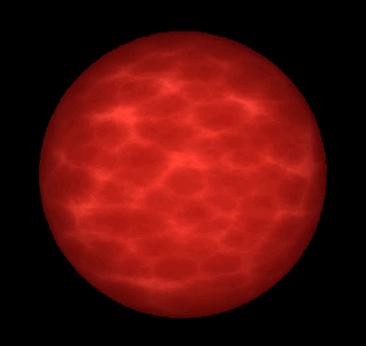
Vue d'artiste d'une naine brune de type spectral L.

Une naine L est un astre de type spectral L, de masse substellaire (naine brune ou de masse planétaire). Elle est plus froide qu'une naine rouge (type spectral M) et plus chaude qu'une naine T, et possède une température effective allant de 1 300 à 2 000 kelvins environ.  La classification spectrale repose principalement sur le spectre rouge à proche infrarouge (0,65 à 1 μm), avec la disparition des bandes spectrales des oxydes métalliques (de titane et de vanadium) typique des naines M au profit de d'hydrures de métaux (fer et chrome), l'élargissement du doublet du potassium à 766 et 770 nm, et l'apparition de raies spectrales de métaux alcalins (principalement rubidium et césium). Contrairement au type spectral T, les bandes de l'ammoniac ne sont pas prédominantes dans le spectre infrarouge proche (1 à 2,5 μm).
La présence de grains de poussière, formés par les oxydes métalliques, dans l’atmosphère de ces étoiles laisse supposer l'existence d'un cycle de la pluie avec ces grains.
En novembre 2012, plus de 900 étoiles de type spectral L sont connues. En 2019 le Next-Generation Transit Survey détecte à 250 al du Soleil ULAS J224940.13−011236.9, une naine de type L2,5 passée jusqu'alors inaperçue, par une éruption d'une intensité 10 fois supérieure à la plus intense des tempêtes solaires connues. 
Cette extension à la classification de Morgan et Keenan a été proposée à la fin des années 1990.